# Gnaphosa borea
Gnaphosa borea es una especie de araña araneomorfa del género Gnaphosa, familia Gnaphosidae. Fue descrita científicamente por Kulczyńsk en 1908.
Habita en Rusia (Siberia Media a Lejano Oriente) y América del Norte.